# Piekary Rudne
Piekary Rudne, nazývané také Rudne Piekary, Rudy Piekarskie nebo německy Rudy Piekar, je část města Tarnowskie Góry (Tarnovské Hory) v okrese Tarnovské Hory ve Slezském vojvodství v jižním Polsku a Horním Slezsku. Je to vesnická část města.

## Historie
První písemná zmínka o tehdejší vesnici pochází z roku 1369. Místo je známe dnes již zaniklou také těžbou limonitu, dolomitu a vápence v blízkém kopci Sucha Góra. Na vrcholu Suche Góry, tj. na jižní hranici katastru Piekar Rudnych, je umístěn historicky významný nulový geodetický bod Trockenberg.

## Geologie a příroda
Piekary Rudne, podobně jako Tarnovské Hory, se nacházejí v mezoregionu - geologického hrástu Garb Tarnogórski, který je součástí vysočiny Wyżyna Śląska (Slezská vysočina). Nejvyšším geografickým bodem je Sucha Góra (352 m n. m.). V jižní části katastru, v bývalých dolech, se nachází biologicky cenný přírodně-krajinný komplex Doły Piekarskie (Zespół przyrodniczo-krajobrazowy „Doły Piekarskie“) s naučnou stezkou Doły Piekarskie.

## Galerie

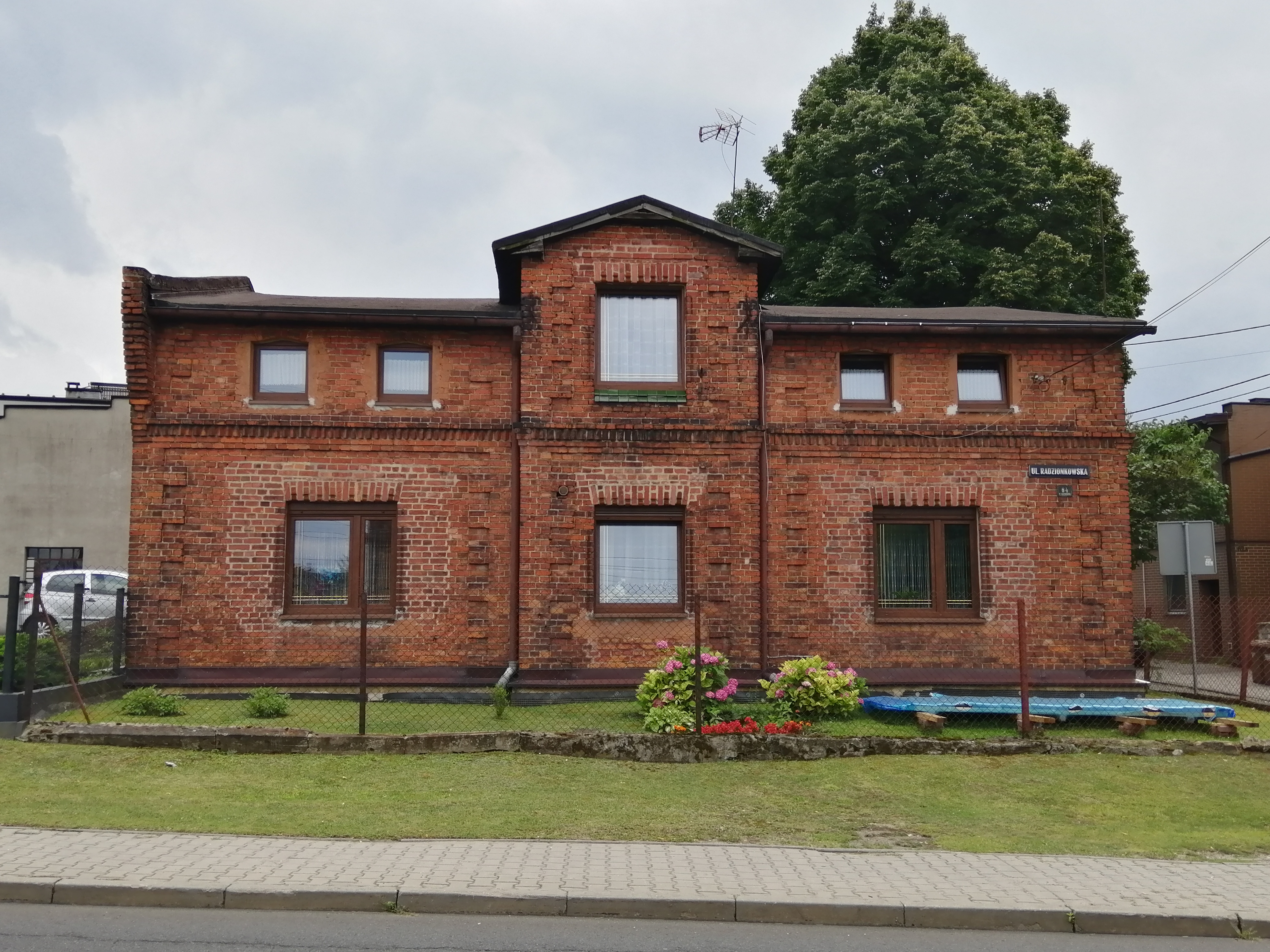
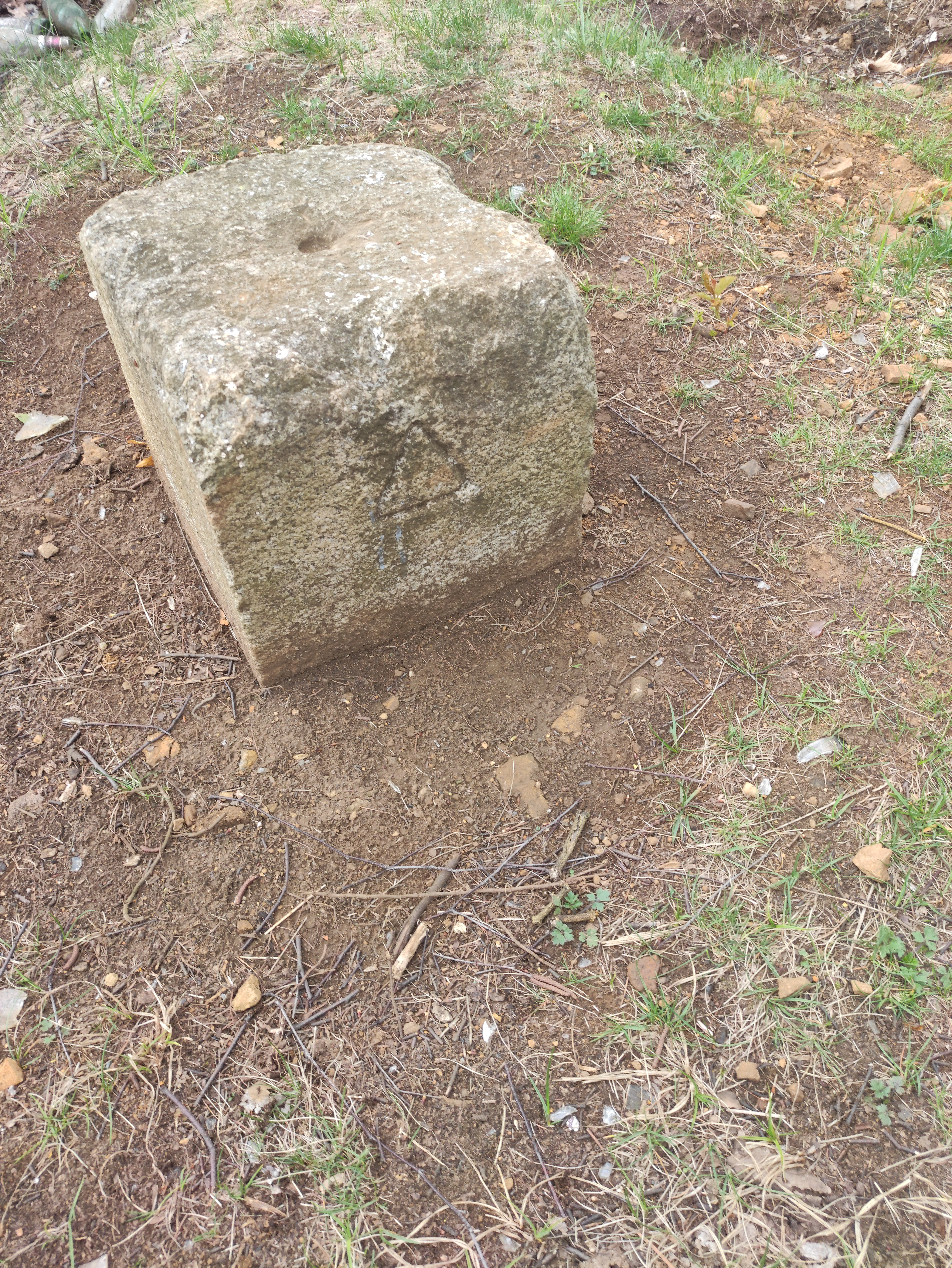
Trockenberg
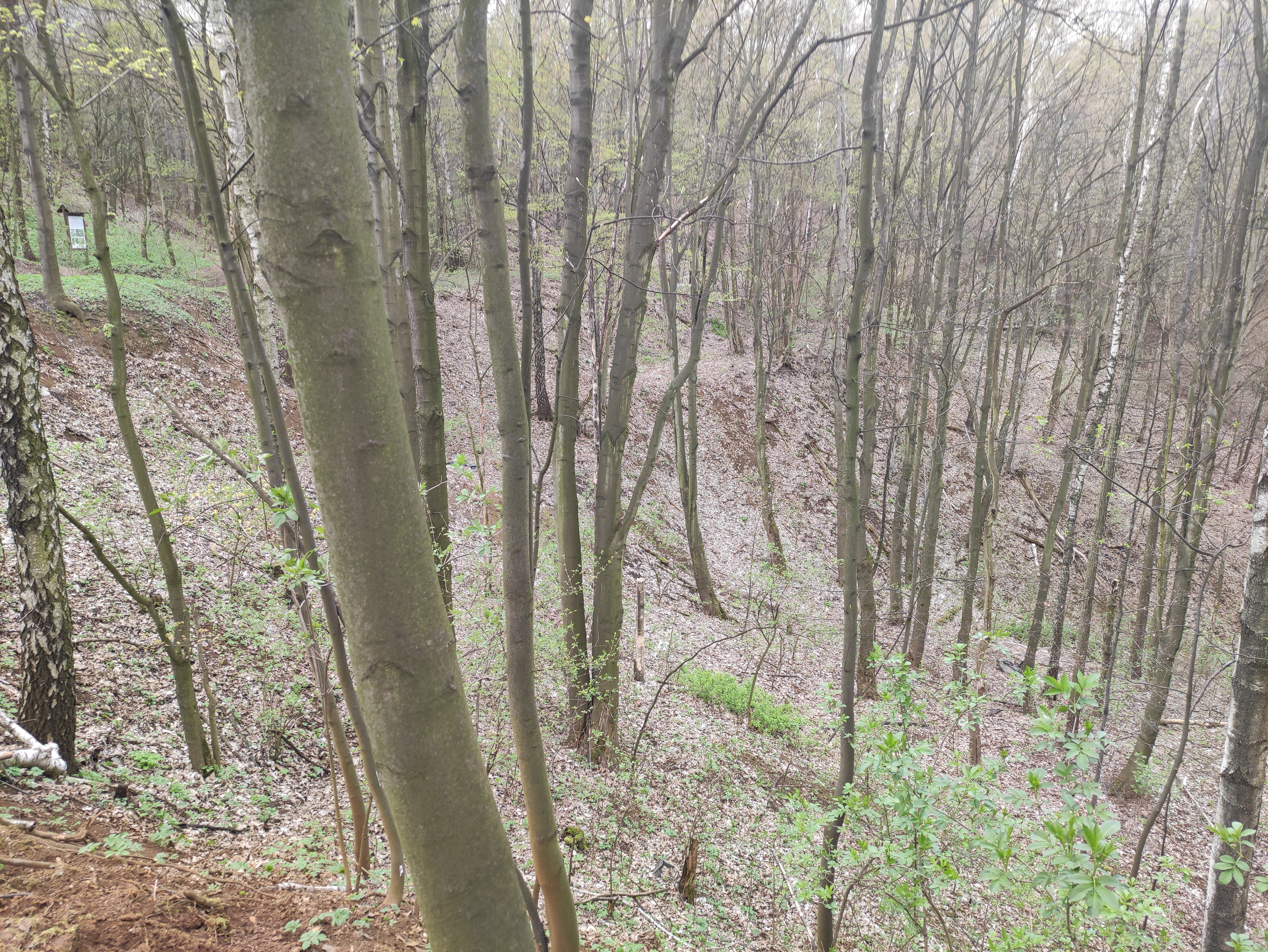